# Lasioderma semirufum
Lasioderma semirufum là một loài bọ cánh cứng thuộc chi Lasioderma trong họ Ptinidae.